# Nacionalno prvenstvo ZDA 1911
Nacionalno prvenstvo ZDA 1911 v tenisu.

## Moški posamično
William Larned :  Maurice McLoughlin  6-4 6-4 6-2

## Ženske posamično
Hazel Hotchkiss Wightman :  Florence Sutton  8-10, 6-1, 9-7

## Moške dvojice
Raymond Little /  Gustav Touchard :  Fred Alexander /  Harold Hackett 7–5, 13–15, 6–2, 6–4

## Ženske dvojice
Hazel Hotchkiss Wightman /  Eleonora Sears :  Dorothy Green /  Florence Sutton 6–4, 4–6, 6–2

## Mešane dvojice
Hazel Hotchkiss Wightman /  Wallace F. Johnson :  Edna Wildey /  Herbert Morris Tilden 6–4, 6–4